# Edificio Ovalle
Das Edificio Ovalle ist ein Bauwerk in der uruguayischen Landeshauptstadt Montevideo.
Das 1954 errichtete Gebäude befindet sich im Barrio Cordón an der Avenida 18 de Julio 1547, Ecke Tacuarembó. Als Architekt zeichnete Walter Pintos Risso verantwortlich. Das Edificio Ovalle ist als Wohnappartement- und Geschäftshaus konzipiert. In einer Liste des Instituto de Historia de la Arquitectura (IHA) ist das Gebäude mit der Empfehlung des Schutzes als Bien de Interés Municipal versehen.